# Nadja Stavenhagen

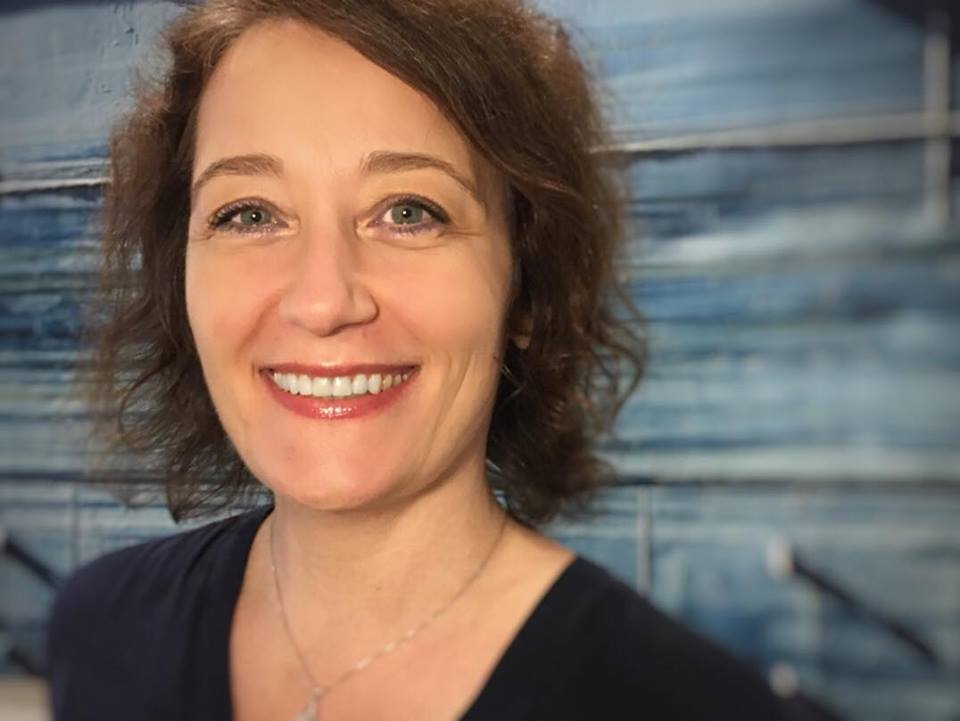

Nadja Stavenhagen (* 8. September 1969 in Hamburg) ist eine deutsche Journalistin. Sie leitet die Akademie für Publizistik in Hamburg.

## Leben
Nadja Stavenhagen studierte Theologie, Latein und Erziehungswissenschaften an der Universität Hamburg. Bereits als Schülerin und Studentin arbeitete sie journalistisch für verschiedene Medien. Mitte der 90er Jahre, nach Abschluss ihres Studiums, stieg sie als Online-Journalistin in den neuen Digital-Bereich bei Gruner + Jahr ein. 1997 wurde sie Redaktionsleiterin des General-Interest-Angebots TV Today Network. Ab 2000 baute sie die Digitalangebote der Schöner Wohnen-Gruppe von Gruner + Jahr auf, die sie als Chefredakteurin und Geschäftsführerin zehn Jahre leitete.
2012 übernahm sie die neugeschaffene Position Leitung Redaktion und Geschäftsentwicklung für die digitalen Produkte der GEO-Gruppe. Neben ihrer Tätigkeit im Verlag gab Stavenhagen Seminare zu Onlinekonzeption und -journalismus, unter anderem an der Akademie für Publizistik und der Hochschule für Angewandte Wissenschaften Hamburg, und machte nebenberuflich eine zweijährige Ausbildung zur systemischen Organisationsberaterin.
Seit 2014 leitet Stavenhagen die Akademie für Publizistik. Dort ist sie unter anderem verantwortlich für das Seminarprogramm, die Geschäftsführung, die strategische und inhaltliche Ausrichtung sowie für Kooperationen.
Stavenhagen ist Mitglied der Jury des Erich-Klabunde-Preises, des Schleswig-Holsteinischen Journalistenspreises und Fachbeirätin der Reporterfabrik.

## Weiterführende Literatur
- Was muss ein Journalist anno 2020 können? Eine Umfrage unter denen, die’s wissen müssen. Nadja Stavenhagen. In: Stefan Aigner, Hans-Jürgen Arlt u. a. (Hrsg.): Journalismus 2020. Die Macht der Medien. Deutsche Gesellschaft Qualitätsjournalismus, Frankfurt am Main 2016, S. 12. Zum Download als pdf.